# Bernard Katz

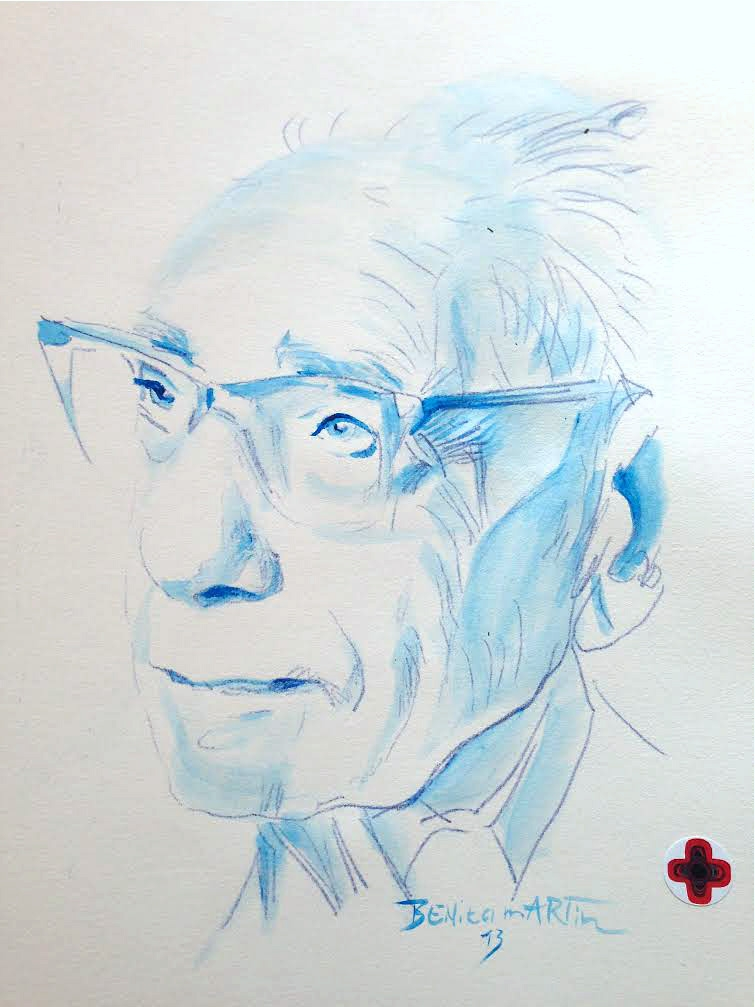
Sir Bernard Katz

Sir Bernard Katz (* 26. März 1911 in Leipzig; † 20. April 2003 in London) war ein deutsch-englischer Biophysiker, Neurophysiologe und Träger des Nobelpreises für Physiologie oder Medizin.

## Leben
Bernhard Katz wurde als Sohn des Pelzhändlers Max Katz und der Eugenie Rabinowitz in eine Familie russisch-jüdischer Herkunft geboren. Mit der Oktoberrevolution 1917 verlor die Familie ihre russische Staatsbürgerschaft und wurde staatenlos. Dies betraf auch Bernhard Katz zu, der, obwohl er bereits in Leipzig geboren worden war, auch keine deutsche Staatsbürgerschaft erhielt. Der Eintritt in das Schiller-Realgymnasium wurde ihm aufgrund dieses Umstands verwehrt.
Nach dem Besuch des König-Albert-Gymnasiums studierte Katz an der Universität Leipzig ab 1929 Medizin, wo er 1934 Dank der Fürsprache seines Doktorvaters Martin Gildemeister im Fach Physiologie promoviert wurde. Während seines Studiums schloss sich Katz der jüdischen Studentenverbindung Hatikwah an, deren erzwungene Auflösung er 1933 als ihr Vorsitzender erlebte. Nach der wegen seiner jüdischen Herkunft für ihn notwendigen Emigration nach England im Februar 1935, forschte und lehrte er mit Unterbrechungen am University College London. 1938 wurde er dort nochmals bei Archibald Vivian Hill promoviert (Phil. D.) und war danach in Australien bei John C. Eccles, wonach er eine Zeitlang im Zweiten Weltkrieg als Radar-Operator in der Royal Australian Air Force diente. 1945 heiratete er Marguerite Penly, sie hatten zwei Kinder. 1946 war er wieder in London am University College, wo er 1952 Professor für Biophysik wurde und 1978 emeritierte.
Nachdem Henry Dale und Otto Loewi die Rolle des Acetylcholins als Neurotransmitter nachgewiesen hatten, untersuchte Katz den genauen membranbiophysikalischen Mechanismus der Freisetzung an den Nerven-Muskelverbindungen mit Mikropipetten, mit denen er das Endflächenpotential (EPP) an Biomembranen maß. Er entdeckte ein Rauschen auch bei Abwesenheit eines Stimulus, das aber verschwand, wenn der Acetylcholin-Antagonist Curare injiziert wurde, was also einen Messfehler ausschloss. Katz entwickelte daraus die Hypothese, dass Neurotransmitter wie Acetylcholin nur in Paketen (quantisiert) abgegeben werden. Erfolgt keine Erregung der Nervenfaser, erfolgt die Freisetzung zufällig (Rausch-Hintergrund), nimmt aber stark zu, falls die Nervenfaser angeregt wurde. Seine Forschungen fasste er 1966 in seinem Buch Nerve, Muscle and Synapse (McGraw Hill, New York) zusammen.
Für seine Arbeiten über die quantisierte Form der synaptischen Informationsübertragung erhielt er 1970 neben Ulf von Euler und Julius Axelrod den Nobelpreis für Medizin. 1952 wurde er als Mitglied („Fellow“) in die Royal Society gewählt, die ihm 1967 die Copley-Medaille verlieh. 1969 wurde der vielfach geehrte Forscher zum Ritter geschlagen. 1982 wurde er in den Orden Pour le mérite für Wissenschaft und Künste aufgenommen. Im Jahr 1989 erhielt er die Cothenius-Medaille der Leopoldina, 1990 erhielt er den Ralph-W.-Gerard-Preis.
Nach ihm ist auch die Goldman-Hodgkin-Katz-Gleichung benannt, nach der sich das Ruhemembranpotential von Zellen ausrechnen lässt.

## Ehrungen
1969 wurde Katz in die American Academy of Arts and Sciences gewählt, 1976 in die National Academy of Sciences. 1990 verlieh ihm die Universität Leipzig die Ehrendoktorwürde.